# Grupo de Comunicação O Povo
Grupo de Comunicação O Povo é um conglomerado de mídia cearense que atua no setor de comunicação. O grupo remonta à fundação do jornal O Povo, em 1928, pelo jornalista Demócrito Rocha.

## Empresas
O Grupo de Comunicação O Povo detém em 2025 a propriedade das seguintes empresas e marcas:
Mídia impressa
- O Povo

Radiodifusão
- Clube FM Fortaleza
- Novabrasil Fortaleza
- Rádio O Povo CBN
- Rádio O Povo CBN Cariri
- TV O Povo

Mídia digital
- O Povo +

Educação
- Fundação Demócrito Rocha
  - Anuário do Ceará
  - Canal FDR
  - Edições Demócrito Rocha
  - O Povo Educação
  - Universidade Aberta do Nordeste

As empresas e marcas a seguir não pertencem mais ao grupo ou foram descontinuadas.
Mídia impressa
- Hoje
- Revistas O Povo
  - Cariri
  - Ciência & Saúde
  - Lounge
  - Luxo
  - Morar Bem
  - Noivas

Radiodifusão
- Calypso FM
- CBN Teresina
- FM do Povo
- Jovem Povo
- Maxi Rádio
- Mix FM Fortaleza
- Mucuripe FM
- Rádio Cidade Fortaleza
- Rádio Globo O Povo
- Tempo FM
- Transamérica FM Fortaleza1

Mídia digital
- Noolhar.com

1: A estação era uma propriedade da rede de farmácias Pague Menos, enquanto o grupo administrava sua programação